# I. e. 91
Évszázadok: i. e. 2. század – i. e. 1. század – 1. század
Évtizedek: i. e. 140-es évek – i. e. 130-as évek – i. e. 120-as évek – i. e. 110-es évek – i. e. 100-as évek – i. e. 90-es évek – i. e. 80-as évek – i. e. 70-es évek – i. e. 60-as évek – i. e. 50-es évek – i. e. 40-es évek
Évek: i. e. 96 – i. e. 95 – i. e. 94 – i. e. 93 –  i. e. 92 – i. e. 91 – i. e. 90 – i. e. 89 – i. e. 88 – i. e. 87 – i. e. 86

## Események

### Róma
- Lucius Marcius Philippust és Sextus Iulius Caesart választják consulnak.
- Marcus Livius Drusus néptribunus reformokat vezet be, elsősorban a törvényszékekre engedi be ismét a szenátorokat, de hogy elfogadják törvényjavaslatát, ahhoz populista rendeleteket csap hozzá, mint a gabona árának csökkentése, földosztás a szegények számára, vagy polgárjog adása az itáliai szövetségeseknek. A törvényjavaslat vitájakor erőszakos jelenetekre kerül sor, Philippus consul erővel próbálja akadályozni Drusust, mire az börtönbe viteti a consult, eközben cliensei a torkánál fogva hurcolják Philippust, akinek elered az orra vére. Philippus később a szenátussal visszavonatja a törvényt. Nem sokkal később Drusust ismeretlen elkövető a házában meggyilkolja.
- Drusus vidéki támogatói, aki között többségben vannak a polgárjoggal nem rendelkező itáliaiak Rómába vonulnak és polgárjogot követelnek, de elutasítják őket.
- Nyolc itáliai nép (többek között a marsik, a szamniszok és a lucanusok) fellázad, elkezdődik az itáliai szövetségesháború.

### Pártus Birodalom
- Meghal II. Mithridatész pártus király. Utóda fia, I. Gotarzész, aki addig Mezopotámia kormányzója volt és Babilonban kiáltják ki királlyá.

## Születések
- Han Hszüan-ti, kínai császár

## Halálozások
- II. Mithridatész, pártus király
- Marcus Livius Drusus, római politikus
- Lucius Licinius Crassus, római politikus
- Quintus Caecilius Metellus Numidicus, római politikus

## Fordítás
- Ez a szócikk részben vagy egészben  a(z)   91 av. J.-C. című francia Wikipédia-szócikk ezen változatának fordításán alapul.  Az eredeti cikk szerkesztőit annak laptörténete sorolja fel. Ez a jelzés csupán a megfogalmazás eredetét és a szerzői jogokat jelzi, nem szolgál a cikkben szereplő információk forrásmegjelöléseként.